# Освета на женски начин
Освета на женски начин (енгл. The Other Woman) амерички је хумористички филм из 2014. године, редитеља Ника Касаветеса и сценаристкиње Мелисе Стек, док главне улоге играју Камерон Дијаз, Лесли Ман, Кејт Аптон, Николај Костер-Волдо, Ники Минаж, Тејлор Кини и Дон Џонсон. Филм прати три жене — Карли (Дијаз), Кејт (Ман) и Амбер (Аптон) — које су љубавно повезане са истим мушкарцем (Костер-Волдо). Након што су сазнале једне за друге, трио му се освети.
Филм је објављен у САД 25. априла 2014. године, дистрибутера 20th Century Fox-а, а у Србији 24. априла 2014. године, дистрибутера MegaCom Film-а.

## Радња
Након што је сазнала за свог дечка (Николај Костер-Волдо) да је ожењен, главни женски лик (Камерон Дијаз) покушава да свој пољуљани живот среди и врати се на „прави пут”. Међутим, кад случајно упозна његову жену (Лесли Ман), увиђа да њих две имају много тога заједничког. Убрзо заклете непријатељице постају нераздвојне и добре пријатељице. Након што открију још једну љубавницу (Кејт Аптон), три жене удружују снаге и осмишљавају заједничку освету.

## Улоге
| Глумац               | Улога       |
| -------------------- | ----------- |
| Камерон Дијаз        | Карли Витен |
| Лесли Ман            | Кејт Кинг   |
| Кејт Аптон           | Амбер       |
| Николај Костер-Волдо | Марк Кинг   |
| Тејлор Кини          | Фил Хемптон |
| Ники Минаж           | Лидија      |
| Дон Џонсон           | Френк Витен |
| Дејвид Торнтон       | Ник         |
| Оливија Кулпо        | лепотица    |
|                      | себе        |